# Gazeta Shqiptare
Gazeta Shqiptare è un quotidiano nazionale dell'Albania, edito dalla società italiana Edisud di Bari, che ha ripreso le sue pubblicazioni il 12 aprile 1993, dopo la lunga pausa post guerra, con direttore Carlo Bollino.
Diffuso su tutto il territorio nazionale albanese, è attualmente il terzo quotidiano del paese per numero di copie vendute.
Gazeta Shqiptare è considerato autorevole ed indipendente, nonostante sia l'unico quotidiano albanese a non avere alle spalle nessun tipo di attività finanziaria.

## Storia
Si può considerare la più antica testata dell'Albania. Fondata nel 1927, appare nel paese il 10 luglio: viene stampata in serata a Bari, imbarcata sul piroscafo per Durazzo e sbarcata all'alba, per raggiungere Tirana e le altre città, ove è venduta al prezzo di 25 centesimi la copia.
Il primo editore è la Società Anonima Editrice La Gazzetta di Puglia di Bari. Il primo direttore è Raffaele Gorjux; il redattore capo è Gustavo Traglia; i primi redattori sono i giornalisti albanesi Luigi Gjioka e Shaip Mersin Nurro. La concessionaria della pubblicità è la Ditta A. Lattanzi succ. R. De Bonmartini di Bari.
La sua pubblicazione è  interrotta nel 1939 a seguito della occupazione italiana del paese. Dopo la caduta del regime comunista, ritorna in edicola e importa nel Paese il modello Europeo di giornalismo. La sua redazione è considerata una moderna scuola di giornalismo e continua a fungere da modello per gli altri giornali albanesi.
La Edisud apre poi l'emittente radiofonica "Radio Rash", il portale di notizie "Balkanweb" (in lingua albanese) e la emittente televisiva "News 24" e costituisce un gruppo editoriale che diventa il secondo più importante polo informativo del paese. Ma a giugno 2011 decide di abbandonare l'Albania e vende il quotidiano ad un gruppo locale, insieme all'emittente «News 24» ed alle altre attività per 6 milioni di Euro.